# Luca De Tullio
Luca De Tullio (Bari, 21 settembre 2003) è un nuotatore italiano, specializzato nello stile libero.

## Biografia
È figlio di Francesca e Simone De Tullio, luogotenente della Marina militare. È il secondo di tre fratelli. Anche suo fratello maggiore Marco De Tullio è un nuotatore di caratura internazionale.
Ha frequentato il liceo scientifico.
Ha iniziato a praticare il nuoto alle elementari presso il Cus Bari. In seguito ha nuotato per lo Sport Project di Bitonto, allenato da Daniele Borace.
Si è messo in mostra a livello giovanile ai campionati europei giovanili di nuoto di Roma 2021 in cui ha vinto il bronzo negli 800 m stile libero, terminando alle spalle dei turchi Yiğit Aslan e Mert Kılavuz.
Ha fatto parte della spedizione italiana ai Giochi del Mediterraneo di Orano 2022, edizione in cui ha vinto la medaglia di bronzo nei 400 m stile libero, preceduto sul podio dal greco Dimitrios Markos e dal francese Joris Bouchaut.
Agli europei di Roma 2022, svoltisi al Foro Italico, ha ottenuto il 6º posto in batteria nei 1500 m stile con il tempo di 15'06"87, risultato che non gli ha garantito il passaggio in semifinale, in quanto è stato superato dai due compagni di nazionale Gregorio Paltrinieri e Domenico Acerenza ed il regolamento ammetteva il passaggio del turno di due soli atleti per nazione.
Ai Giochi Olimpici di Parigi 2024 si è qualificato per la finale degli 800 m stile libero.

## Palmarès
- Giochi del Mediterraneo

Orano 2022: bronzo nei 400 m sl.
- Europei U23

Dublino 2023: bronzo negli 800m sl e nei 1500m sl.
- Europei giovanili

Roma 2021: bronzo negli 800 m sl.